# 第6屆金音創作獎
第6屆金音創作獎是2015年臺灣創作音樂的年度盛事之一，以表揚年度傑出的臺灣創作音樂從業人員。

## 入圍暨得獎名單

### 不分類型獎項
以表示得獎者

### 傑出貢獻獎
林強

### 評審團獎
濁水溪公社／《鄉土‧人民‧勃魯斯》

## 外部連結
- 第6屆金音創作獎入圍名單 （页面存档备份，存于），文化部影視及流行音樂產業局.2015-09-23
- 第6屆金音創作獎得獎名單 （页面存档备份，存于），文化部影視及流行音樂產業局.2015-11-07